# Милан Булатовић
Милан Булатовић је српски помоћник режије. Уз Драгана Кресоју, Слободана Лемана Голубовића, Здравка Рандића, Зорана Андрића учествовао у реализацији најзначајних дела југословенске и српске кинематографије.
Булатовић је сарађивао са истакнутим редитељима попут: Милоша Радивојевића, Миомира Стаменковића, Радомира Шарановића, Здравка Шотре, Зорана Чалића, Живка Николића. Божидара Николића па до Мирослава Лекића, Радоша Бајића и других  имена домаће кинематографије.

## Филмографија
- 1969 - Бубе у глави
- 1971 - Млад и здрав као ружа
- 1975 - Грлом у јагоде
- 1982 - Смрт господина Голуже
- 1982 - 13. јул (филм)
- 1983 - Хало такси
- 1983 - Игмански марш
- 1984 - Опасни траг
- 1985 - Дебели и мршави
- 1985 - Жикина династија
- 1986 - Свечана обавеза (филм)
- 1986 - Шмекер (филм)
- 1986 - Друга Жикина династија
- 1987 - У име народа
- 1988 - Чавка (филм)
- 1988 - Сунцокрети (филм)
- 1989 - Искушавање ђавола
- 1989 - Осми дан у недељи
- 1991 - Видео јела, зелен бор
- 1991 - Ноћ у кући моје мајке
- 1991 - Свемирци су криви за све
- 1991 - Брачна путовања
- 1991 - Тесна кожа 4
- 1992 - Секула невино оптужен
- 1993 - Три карте за Холивуд
- 1994 - Ни на небу, ни на земљи
- 1994 - 1995 - Отворена врата
- 1995 - Све ће то народ позлатити
- 1995 - Убиство с предумишљајем (филм)
- 1995 - Сложна браћа - вођа снимања
- 1996 - То се само свици играју
- 1997 - Покондирена тиква
- 1997 - Три летња дана
- 1997 - До коске
- 1998 - Џандрљиви муж
- 1998 - Досије 128
- 1998 - Стршљен (филм)
- 1999 - Нож (филм)
- 2000 - Горски вијенац (филм)
- 2001 - Виртуелна стварност
- 2001 - Нормални људи
- 2002 - Лавиринт (филм)
- 2002 - 2003 - Лисице
- 2005 - Бал-Кан-Кан
- 2005 - Made in YU (филм)
- 2007 - Клопка (филм)
- 2007 - Наглавце
- 2007 - Духови Сарајева
- 2009 - Свети Георгије убива аждаху
- 2009 - Беса (филм)
- 2006 - 2011 - Село гори, а баба се чешља
- 2012 - Треће полувреме
- 2013 - Лед (филм)
- 2013 - Кругови (филм)
- 2013 - 2014 - Равна гора
- 2015 - За краља и отаџбину
- 2016 - Santa Maria della Salute (филм)
- 2017 - Santa Maria della Salute (ТВ серија)
- 2018 - Краљ Петар Први (филм)
- 2019 - Краљ Петар Први (серија)
- 2019 - Пет (ТВ серија)
- 2019 - Пијавице (филм)
- 2019 - Ујка - нови хоризонти - планер
- 2019 - Дуг мору
- 2019 - Kaлуп (мини-серија)
- 2020 - Камионџије д.о.о
- 2021 - Дођи јуче
- 2022 - Taјне винове лозе 2 - планер
- 2023 - Радио Милева - помоћник редитеља